# Bonnie Mathieson
Pour les articles homonymes, voir Mathieson.
Bonnie Jean Mathieson (10 mai 1945 - 8 janvier 2018) est une scientifique biomédicale américaine, pionnière de la recherche sur le vaccin contre le VIH. Bonnie Mathieson travaille aux National Institutes of Health (NIH) pendant 43 ans. Elle joue un rôle essentiel dans la recherche sur le VIH/sida, les programmes de vaccins et la politique scientifique des NIH.

## Enfance et éducation
Bonnie Mathieson naît le 10 mai 1945. Elle est l'aînée d'une fratrie de sept enfants. Elle grandit dans une ferme de l'Illinois. Elle obtient une licence en botanique de l'université de l'Illinois en 1967. Elle fait des recherches sur la rétrovirologie, l'immunologie et la génétique à l'université Stanford, où elle obtient une maîtrise en microbiologie médicale,. En 1975, Mathieson obtient un doctorat en biologie du Memorial Sloan Kettering Cancer Center et du Weill Cornell Medicine de l'université Cornell à New York. Sa thèse s'intitulait « Selective expression of surface components on differentiated cells of the mouse : immunoselection of Y-bearing sperm in an in vitro fertilization system and expression of the thymocyte surface markers G(IX), TL and LY in tetraparental mice ». Elle est chercheuse post-doctorale et membre du personnel du National Institute of Allergy and Infectious Diseases (NIAID) où elle fait des recherches sur les marqueurs de surface des lymphocytes et les sous-ensembles de cellules T de 1975 à 1982.

## Carrière
De 1982 à 1983, Bonnie Mathieson fait des recherches sur les lymphocytes T et B à l'Institut d'immunologie de Bâle en tant que membre. De 1983 à 1989, elle étudie les cellules NK et les sous-ensembles de cellules T en tant que chef d'un laboratoire du programme des modificateurs de réponse biologique au NCI-Frederick. De 1989 à 1995, Bonnie Mathieson a occupé le poste de responsable de programme au sein de la Vaccine Branch de la Division of AIDS du NIAID. En tant que responsable de programme, elle a élaboré des annonces d'opportunités de financement pour la recherche sur les vaccins contre le VIH, l'immunologie et le sida pédiatrique. Bonnie Mathieson est présidente du comité de coordination des vaccins contre le VIH/sida au sein de l'Office of AIDS Research (OAR). Elle fait partie du Comité consultatif OMS-ONUSIDA sur les vaccins pendant sept ans. Mathieson a également fait partie de comités d'examen pour l'Organisation mondiale de la santé, la Commission européenne, le Canada et la Fondation Gates. Elle publie plus de 125 articles et chapitres. Elle a occupé le poste d'administratrice des sciences de la santé au sein de l'OAR. Elle était responsable des vaccins contre le VIH/sida à l'OAR et fait progresser le programme de vaccins contre le sida des NIH en soutenant les essais de vaccins et en développant un programme de bourses pour les vaccins destiné à former de jeunes scientifiques. Mathieson était un défenseur des jeunes, des femmes et des chercheurs en début de carrière, Ses collègues la connaissaient comme un leader international dans le domaine des vaccins contre le VIH et un partisan de la recherche pour prévenir le VIH et améliorer la santé et les résultats des personnes vivant avec le VIH. Mathieson prend sa retraite des National Institutes of Health le 29 décembre 2017. Elle mène une carrière de 43 ans au sein des NIH.

## Prix et distinctions
Bonnie Mathieson a régulièrement reçu des prix de performance pendant son mandat au NIH. Elle reçoit un Alumnus Award du Weill Cornell Medical College.

## Vie personnelle
Bonnie Mathieson était mariée à Donald et avait une fille et un fils. Elle décède de façon inattendue le 8 janvier 2018 d'une crise cardiaque alors qu'elle fait de la plongée à Aruba. Un service commémoratif est organisé au Woodend. Bonnie Mathieson a laissé derrière elle son mari, ses enfants, ses petits-enfants et cinq frères et sœurs. Elle est précédée dans la mort par une sœur.